# Anton Bammer
Anton Bammer (* 29. Mai 1934 in St. Konrad (Oberösterreich); † 15. März 2024 in Wien) war ein österreichischer Bauforscher und Klassischer Archäologe.

## Leben
Anton Bammer studierte ab 1953 Architektur an der Technischen Universität Wien und schloss 1958 mit dem Diplom ab. 1961 begann er seine Arbeit für das Österreichische Archäologische Institut und die Grabung in Ephesos. Daneben studierte er ab 1961 Klassische Archäologie an der Universität Wien, wo er 1966 promoviert wurde. 1980 wurde er an der Universität Wien habilitiert. 
Ab 1965 leitete er die Grabungen im Artemision von Ephesos und entdeckte dabei den Altar des Tempels. Von 1990 bis 1997 leitete er die Ausgrabungen in Aigeira.
Von 1960 bis 2014 war er mit der Diplomingenieurin Elfriede Bammer (1936–2014) verheiratet, mit der er zwei Söhne hatte. In zweiter Ehe war er mit der Klassischen Archäologin Ulrike Muss (* 1953) verheiratet, mit der er am Artemision in Ephesos zusammenarbeitete.

## Veröffentlichungen (Auswahl)
- mit Wilhelm Alzinger: Das Monument des C. Memmius (= Forschungen in Ephesos. Bd. 7). Österreichisches Archäologisches Institut, Wien 1971 (Digitalisat).
- mit Dieter Knibbe, Robert Fleischer: Führer durch das Archäologische Museum in Selçuk-Ephesos. Österreichisches Archäologisches Institut, Wien 1974.
- Architektur als Erinnerung. Archäologie und Gründerzeitarchitektur in Wien. Wien 1977.
- Das Heiligtum der Artemis von Ephesos. Akademische Druck- und Verlagsanstalt, Graz 1984, ISBN 3-201-01260-2.
- mit Ulrike Muss: Das Artemision von Ephesos. Das Weltwunder Ioniens in archaischer und klassischer Zeit. Zabern, Mainz 1996, ISBN 3-8053-1816-2.
- Die Rückkehr des Klassischen in die Levante: neuzeitliche Architektur und Minderheiten (= Kulturgeschichte der antiken Welt. Band 79). Zabern, Mainz 2001.
- mit Ulrike Muss: Der Altar des Artemisions von Ephesos (= Forschungen in Ephesos. Band 12, 2). Verlag der Österreichischen Akademie der Wissenschaften, Wien 2001, ISBN 978-3-7001-2979-0 (Digitalisat).
- Die Österreichischen Grabungen in Ephesos von 1961 bis 2008: Technologie, Wirtschaft und Politik. In: Anatolia antiqua. Band 18, 2010, S. 35–58 (Digitalisat).